# Colobothea emarginata
Colobothea emarginata là một loài bọ cánh cứng trong họ Cerambycidae.